# Майоров, Александр Борисович
Александр Майоров (род. 6 июня 1957 года в Горьком) — советский двоеборец, бронзовый призёр чемпионата мира 1984.

## Спортивная карьера
Лучшим результатом в карьере Александра Майорова является бронзовая медаль в командном первенстве чемпионата мира 1984 года не вошедшем в программу Олимпиады 1984. В индивидуальной гонке на чемпионате мира 1985 года он занял 12 место.
Александр Майоров участвовал в зимних Олимпийских играх 1980 и 1984, где показал 7 и 14 результат соответственно.